# 베어 커브
베어 커브(Cachorro, Bear Cub)는 스페인에서 제작된 미구엘 알바라데조 감독의 2004년 코미디, 드라마 영화이다. 호세 루이스 가르시아 페레즈 등이 주연으로 출연하였다.

## 출연

### 주연
- 호세 루이스 가르시아 페레즈
- 데이빗 카스틸로
- 엠파르 페러
- 엘비라 린도

### 조연
- 호세레 로만